# Andre Iguodala
Andre Tyler Iguodala (nascut el 28 de gener de 1984 a Springfield, Illinois) és un exjugador estatunidenc de bàsquet. És anomenat habitualment "Iggy" o "L'Altre A.I.", ja que les seves inicials són les mateixes que les del seu excompany Allen Iverson.

## Carrera
Iguodala, que pot jugar tant d'escorta com d'aler, mesura uns 1,98 m i pesa 94 kg. Va ser la novena selecció del Draft de l'NBA de 2004, provinent de la Universitat d'Arizona. Va ser inclòs en l'equip All-Rookie de 2005 i va jugar a l'equip dels rookies en el Rookie Challenge, pertanyent a l'All-Star Weekend de l'NBA. Iguodala havia jugat els dos últims anys com a universitari.
Fins al febrer de 2005 Iguodala va dur el nombre 4 a l'esquena, però amb l'arribada a l'equip de Chris Webber aquest va demanar dur el dorsal d'Andre, car havia estat el seu nombre al llarg de tota la seva carrera inclosa la seva etapa com a universitari. Iguodala va canviar immediatament el seu nombre pel 9. Webber va anunciar poc després públicament que li va regalar un rellotge Rolex a Iguodala per a permetre-li dur el seu nombre.
Durant el seu primer any en els Philadelphia 76ers, va ser l'únic jugador en començar d'inici els 82 partits de lliga regular més altres 5 de playoff. Iguodala és conegut per la seva gran condició atlètica, un salt de llançament altíssim, bon pasador i és considerat un fort defensor. S'ha guanyat també una bona reputació com a especialista en esmaixades. Andre Iguodala va ser l'únic rookie que va aconseguir un triple-doble durant la temporada 2004-2005, a més de fer una mitjana de 9 punts i 5,7 rebots per partit. Els seus esforços van ser recompensats sent triat en el primer equip All-Rookie. Ha estat comparat amb l'històric Scottie Pippen i amb les estrelles de l'NBA Richard Jefferson i Vince Carter.
Després de la sortida d'Allen Iverson dels 76ers, les estadístiques d'Iguodala s'han incrementat; augmentant la seva anotació, rebots, assistències, percentatge de tirs de camp i percentatge de tirs lliures fins a convertir-se en el centre d'atenció de l'atac dels 76ers.
La temporada 2016-2017 es va proclamar campió de l'NBA amb els Golden State Warriors.

## Trajectòria
- Philadelphia 76ers (NBA, Estats Units): 2004 - 2012.
- Denver Nuggets (NBA, Estats Units): 2012-2013
- Golden State Warriors (NBA) 2013-actualitat

## Palmarès
- Campió de l'NBA: 3 vegades (2015, 2017 i 2018)

### Consideracions personals
- Millor jugador (MVP) de les finals de l'NBA de 2015
- Integrant del NBA All-Rookie (primer equip) en la temporada 2003-2004.
- Triat en l'equip dels Rookies per al partit contra els Sophomores del Rookie Challenge de 2005 a Denver.
- Triat en l'equip dels Sophomores per al partit contra els Rookies del Rookie Challenge de 2006 a Houston, triat MVP per la seva excel·lent actuació (30 punts, 4 robades i 3 assistències en 12 minuts).
- Medalla d'or al mundial de Turquia 2010 i als Jocs Olímpics de Londres el 2012 amb la selecció dels EUA
- Integrant de l'east team a l'All Star Game d'Orlando el 2012